# Референдум про незалежність Азербайджану (1991)
Референдум про незалежність було проведено у Азербайджані 29 грудня 1991 року, через 8 днів після прийняття Алма-Атинської декларації, яка проголосила зупинення існування СРСР. За незалежність проголосувало 99,8 % виборців, за явки у 95,3 %.

## Результати
| Вибір                        | Голосів   | %    |
| ---------------------------- | --------- | ---- |
| За                           | 3 735 398 | 99,8 |
| Проти                        | 9 068     | 0,2  |
| Недійсних голосів            | 6 708     | —    |
| Усього                       | 3 751 174 | 100  |
| Зареєстрованих виборців/явка | 3 751 174 | 95,3 |
| Джерело: Nohlen та соавт.    |           |      |